# Arlingtoni Nemzeti Temető
Az Arlingtoni Nemzeti Temető (Arlington National Cemetery) a Virginiához tartozó Arlingtonban, az amerikai főváros, Washington mellett található katonai sírkert. Az arlingtoni dombon, Mary Ann Randolph Custis és férje, a polgárháborús déliek főparancsnoka, Robert E. Lee tábornok elkobzott birtokán létesült az amerikai polgárháború éveiben. Több mint négyszázezer ember, elsősorban az amerikai fegyveres erők tagjai nyugszanak földjében, de két amerikai elnököt is elhantoltak a területén. A legmagasabb rangú külföldi katona, akit Arlingtonban temettek el, az 1944-ben elhunyt Sir John Dill brit tábornagy, akinek sírját lovas szobor díszíti.

## A Custis-Lee birtok

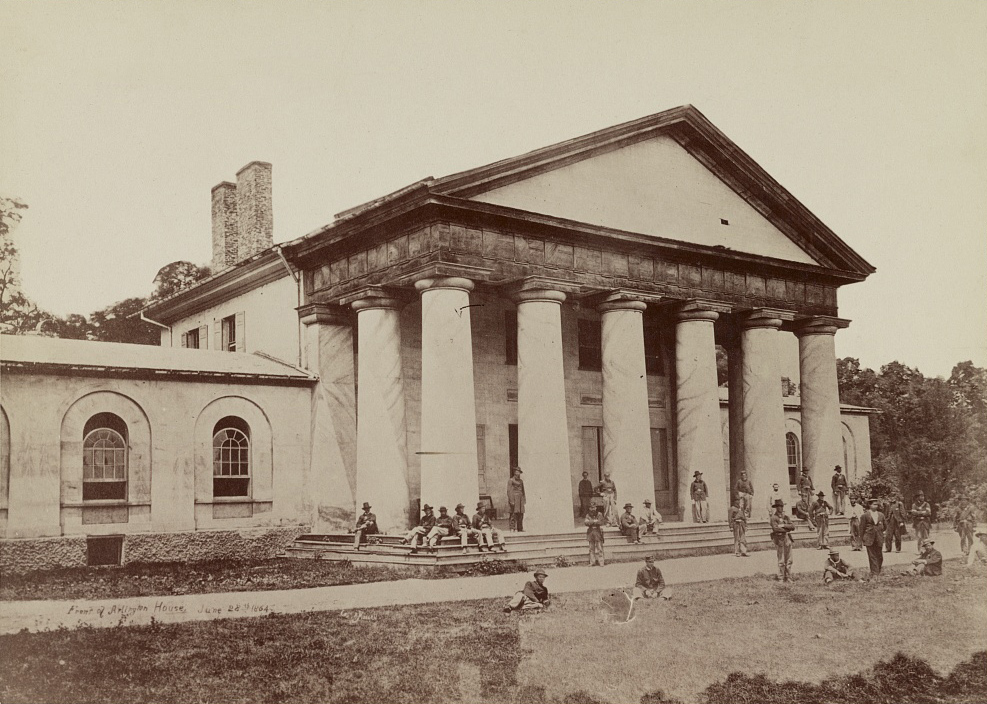
1864. június 28-án készített kép az Arlington-házról és az északi katonákról

A terület, ahol most a sírkert található, egykor George Washington Parke Custis, tulajdonában volt. Custis az Amerikai Egyesült Államok első elnöke, George Washington fogadott unokája, felesége, Martha vér szerinti unokája volt. Custis 1802-ben, a dombtetőn megkezdte a George Washington emlékének szentelt Arlington-ház építését rabszolgáival és alkalmazottaival. A munka 15 évig tartott. A grandiózus villából rálátni a Potomac folyóra és Washingtonra. Az ültetvényes 1857-ben meghalt, és a birtok lányára, Mary Ann Randolph Custisra, Robert E. Lee, az Amerikai Konföderációs Államok leendő főparancsnokának feleségére szállt. Lee, aki addig általában távol volt, ekkor költözött az ültetvényre, ahol 1861-ig, a polgárháború kitörésééig lakott családjával.
A 445 hektáros területre, amelynek birtoklása kulcsfontosságú volt a főváros védelmében, 1861. május 23-án éjszaka vonult be a Hetedik New York-i Ezred, miután átkelt a Potomac-folyón. A birtokon tábort vertek és földsáncokat kezdtek építtetni, Charles W. Sanford vezérőrnagy, valamennyi New York-i alakulat parancsnoka pedig felállította hadosztályának főhadiszállását. Május végén Sanfordot Irvin McDovell dandártábornok, a Potomac hadsereg főparancsnoka váltotta a főhadiszálláson, aki baráti viszonyban volt a Lee családdal, és ígéretet tett nekik, hogy törekedni fog a birtok megóvására.
1861 őszén a New York Times egyik riportere meglátogatta a katonai tábort, amelyről ezt írta: annak ellenére, hogy ott élt a „lázadók vezetője”, a terület „megszentelt föld, mivel a Custis család birtoka, amelyből Washington felesége származott.” 1862 augusztusában, a Bull Run-i csatában elszenvedett vereség után a dandártábornok kiadta az utasítást az épület felgyújtására, ha fel kell adniuk az arlingtoni magaslatokat.
A több ezer unionista katona, McDowell ígéretei ellenére, rengeteg kárt okozott a birtokon. Anthony Trollope brit író így összegezte a helyszínen látottakat: „Az egész terület egyetlen tábor. A sövények eltűntek. A kerteket sárrá taposták. Az utakat darabokra szabdalták és új ösvényeket vágtak mindenütt. De fák még maradtak.” 1862-ben a kongresszus elfogadta azt a törvényt, amely lehetővé tette a felkelő kerületek (insurrectionary districts) megadóztatását. A jogszabály értelmében az a birtok árverésre került, amelynek tulajdonosa nem fizetett időben. Ez lett a sorsa a Custis-Lee ültetvénynek is: 1864-ben az amerikai kormány egy aukción háborús, jótékony és oktatási célokra, 26 800 dollárért megvásárolta. A Lee család később kárpótlást kapott az elkobzott birtok után.

### A Felszabadítottak faluja
1863-ban a kormány megalapította a birtok déli részén Freedman’s Village-t, vagyis a Felszabadítottak faluját. Ebben lakhatást, oktatást és egészségügyi ellátást biztosítottak a frissen felszabadított rabszolgáknak. A lakosok egy része hamar továbbállt, mások azonban hosszabb időre telepedtek le, fákat ültettek, zöldségeket termesztettek. Többségük nő és gyerek volt, mivel az életerős férfiakat vagy besorozták, vagy a hadsereg munkásaiként dolgoztak. A faluban volt templom, iskola, egészségügyi intézmény. A kormányzati segítség ellenére nagy volt a szegénység, sok volt a beteg, és naponta átlagosan két ember hunyt el. 1863 májusától a birtok északkeleti sarkán létrehozott temetőben hantolták el őket. Később a sírkertnél új temetőt nyitottak az elesett északi katonák elhantolására. Az arlingtoni Freedman’s Village-t az 1880-as évek végén számolták fel.

## A katonai temető kialakítása

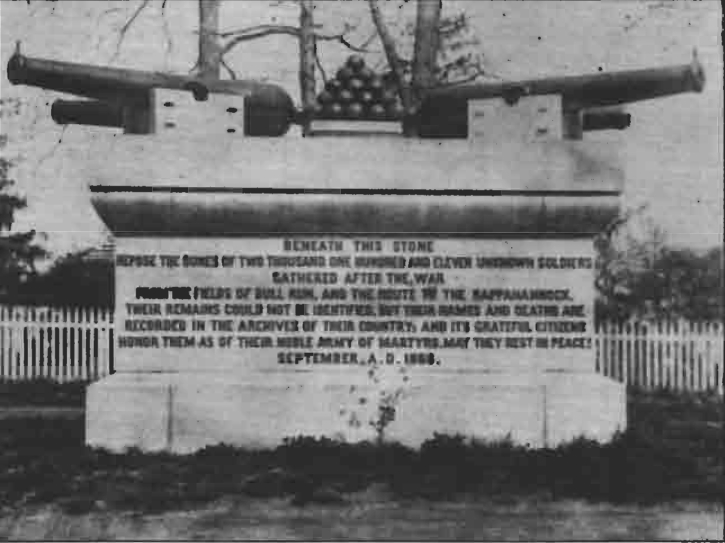
Az ismeretlen polgárháborús katonák szarkofágja

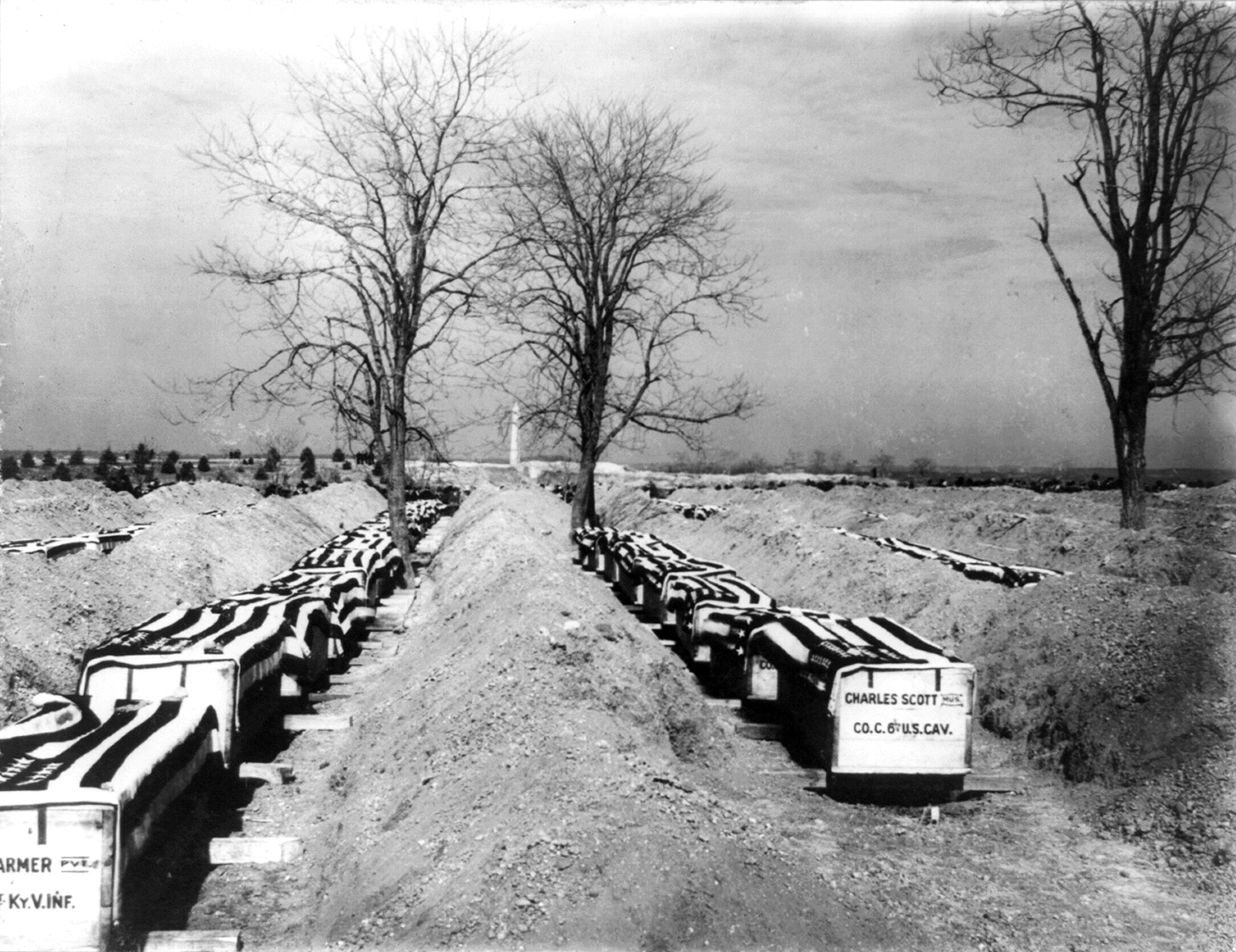
1898-as fénykép a spanyol-amerikai háború áldozatainak temetéséről

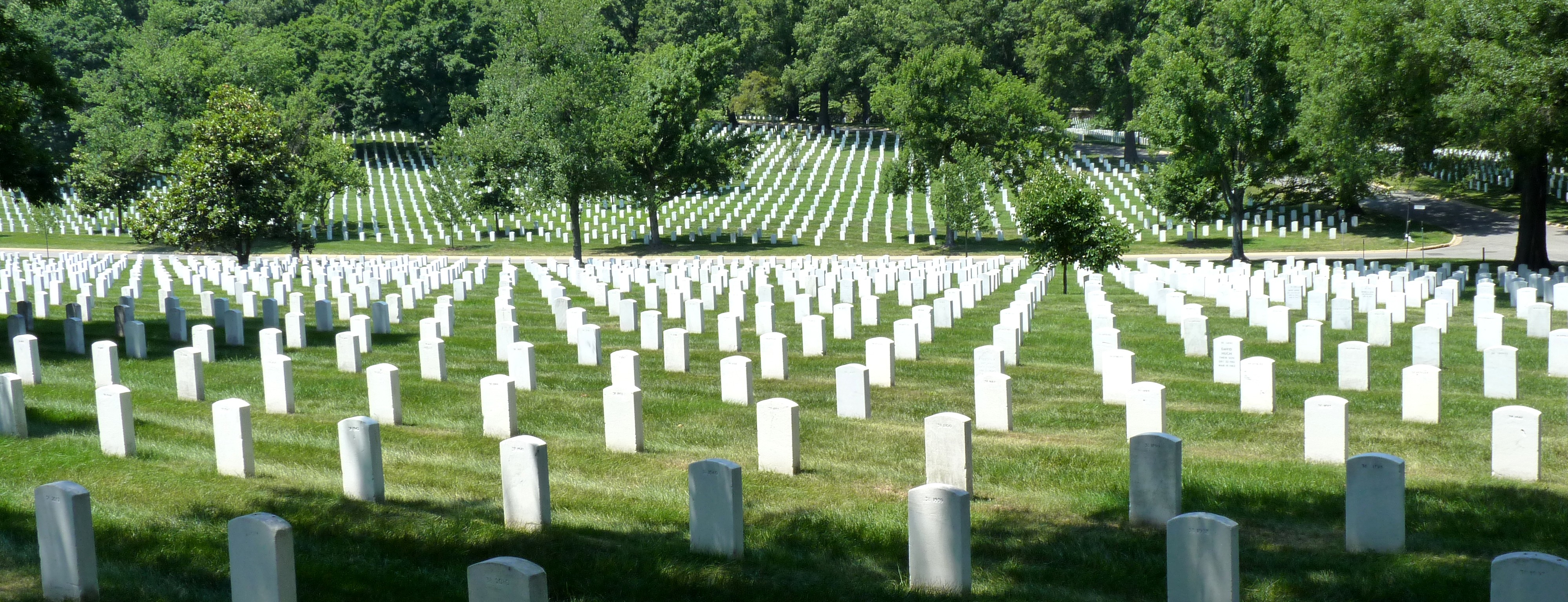
A temető ma

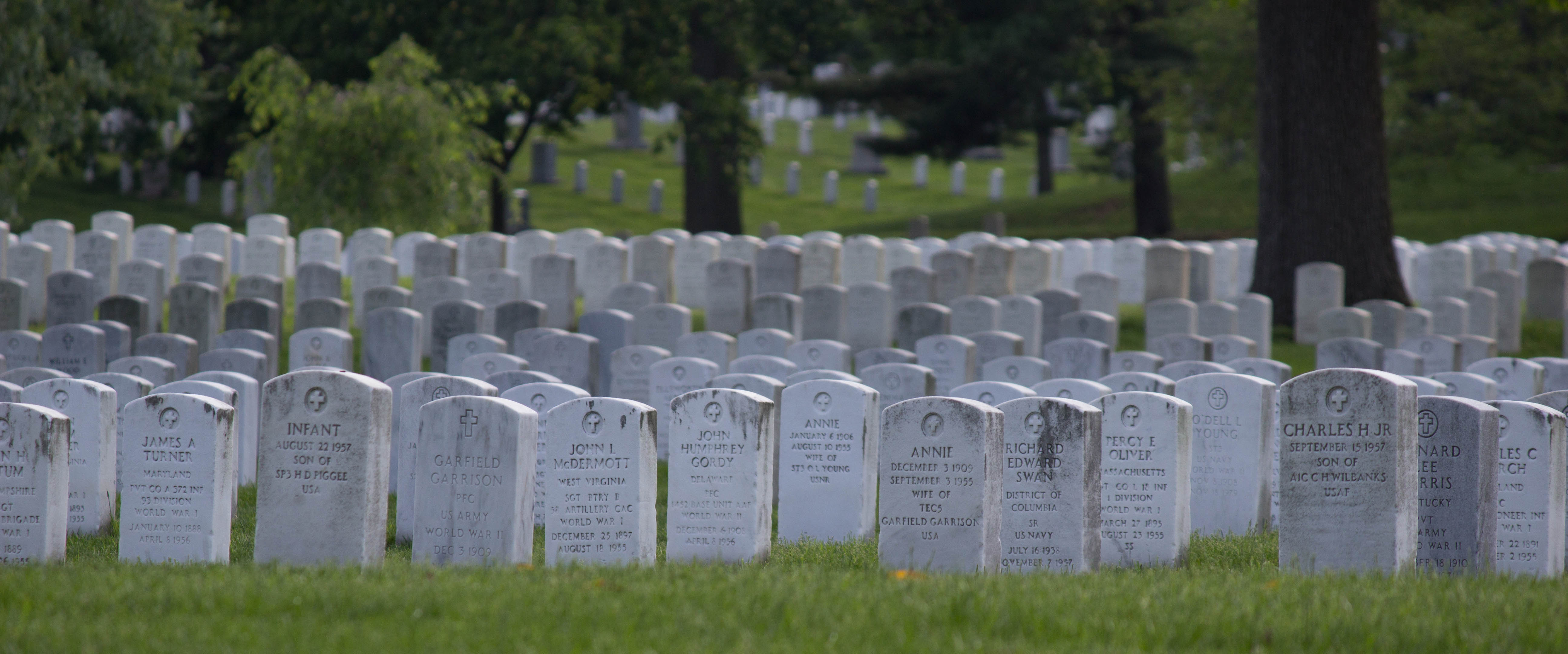
Sírkősorok

A háború előrehaladtával a washingtoni temetők megteltek, és a hadsereg a városon kívül, Arlingtonban nyitott új sírkertet. 1864. június 15-én a hadügyminisztérium hivatalosan is katonai temetőnek nyilvánította a Custis-Lee birtok nagyjából egyötödét. A terület kiválóan megfelelt a célnak, mivel könnyen megközelíthető volt Washington és Alexandria kórházaiból, magasan feküdt, így védve volt az árvizektől. Ezek mellé járult a városra nyíló páratlan kilátás, amely emelte a hely esztétikai értékét, valamint az, hogy egykor a legyőzött ellenfél, Robert E. Lee otthona volt.
Az első temetések felügyeletét Montgomery C. Meigs dandártábornok, ismert washingtoni mérnök vállalta. Az első temetés 1864. május 13-án volt; William Christman közlegény földi maradványait helyezték örök nyugalomra.
Meigs 1864. június 15-én arra kérte Edwin M. Stanton hadügyminisztert, hogy fejezzék be az elhunyt katonák eltemetését a volt rabszolgák sírkertjénél. Ezután naponta átlagosan hatvan embert temettek el az újonnan kijelölt parcellákban. A tiszteket – negyvenötöt – külön területen, a ház virágos kertje mentén hantolták el. Az első tiszt, akit itt helyeztek nyugalomra, Albert Packard százados volt, akit Christman közlegény után négy nappal temettek el. A hónap végére 2600-an aludták örök álmukat a sírkertben. Megkezdték a sok ezer gyakorlatozó, menetelő katona által letaposott, feldúlt területek rendbehozatalát.
Meigs utasítására megkezdték a polgárháborúban hősi halált halt ismeretlen katonák sírjának építését. Kialakítottak egy sírkamrát, amely fölé egy gránitszarkofágot helyeztek. Utóbbira négy Rodman löveget rögzítettek, közöttük pedig lövedékekből emeltek egy kicsi piramist. A sírkamrában 2111 ismeretlen katona harcmezőkről begyűjtött földi maradványait helyezték el.
Az első hivatalos emlékezet napját 1868 májusában tartották az Egyesült Államokban. Az arlingtoni ünnepség szónoka, James A. Garfield dandártábornok, leendő elnök a temetőt is méltatta beszédében, amikor azt mondta: „Mely más hely felelne meg jobban (katonáink) nyughelyének, mint ez, a Capitolium árnyékában, amelyet vitézségük mentett meg. (...) Nyugodjanak itt, ahol hazájuk minden reménye és féleleme és gyötrelme összpontosult; aludjanak itt, a nemzet szívében!”
A kormány megkezdte az elesettek exhumálását a különböző temetőkben és a csatatereken hevenyészve megnyitott sírkertekből. Őket Arlingtonban hantolták el ismét. Három év alatt 14 ezerre emelkedett a sírkertben nyugvók száma. Ezzel párhuzamosan folytatódott a terület fejlesztése: új utak építésével összekötötték a parcellákat az Arlington-házzal, ahol a temető irodái működtek, és a közutakkal. 1869-ben száz cédrust ültettek a főutak mentén és a tisztek parcellájánál.
1871-ben fekete katonák egy csoportja petíciót nyújtott be a hadügyminisztériumba, amelyben azt kérték, hogy helyezzék át több száz színes bőrű katona földi maradványait az Alsó temetőből, a rabszolgák sírjai mellől az Arlington-ház közelébe, ahol a polgárháború fehér hősi halottjai nyugszanak. A kérést elutasították. Az arlingtoni temető 1948-ig, amikor Harry S. Truman elnök rendelettel szüntette meg a faji elkülönülést a hadseregben, szegregált maradt.
1874-ben megépült az Emlékamfiteátrum, amelyben ötezer ember foglalhatott helyet. Az 1880-as évek elején új vízvezetékrendszert és egy víztornyot építettek, 1884-ben pedig felállították a Dicsőség templomát. Utóbbi építéséhez azokat az oszlopokat használták fel, amelyeket a szabadalmi hivatal 1877-es tüze után sikerült kimenteni. 1888-ban a háztól keletre fekvő lankán helyezték végső nyugalomra az északi tábornokot, Philip Sheridant. A következő években az amerikai történelem több nevezetes alakját hantolták el itt, köztük David Dixon Porter ellentengernagyot és George Crook tábornokot.

## Konföderációs sírok

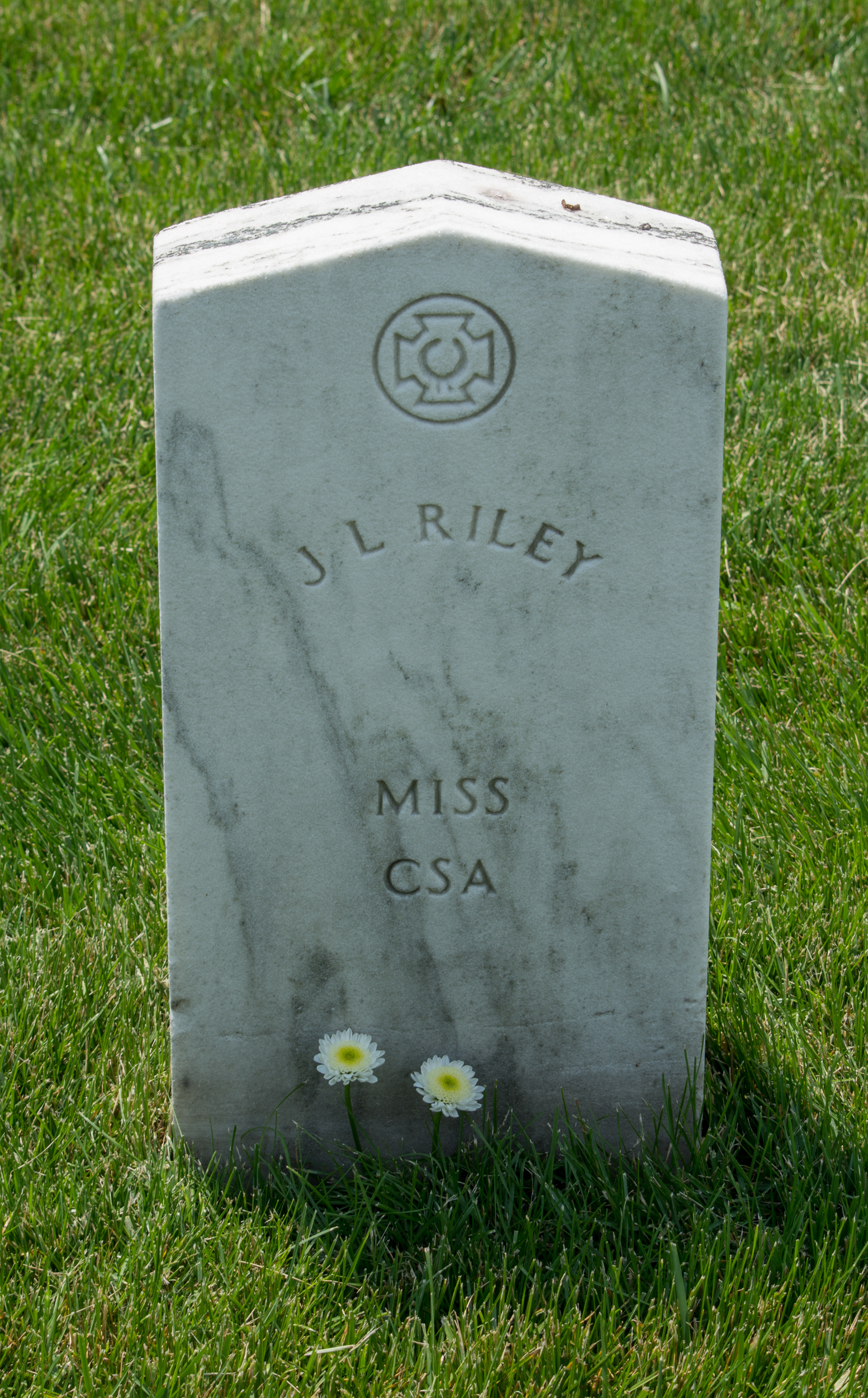
Konföderációs (csúcsos) sír

1898 február 15-én felrobbant a USS Maine hadihajó Havanna kikötőjében. A csatahajó azért állomásozott ott, hogy megvédje az amerikai érdekeket, miután januárban spanyolellenes lázadás tört ki Kubában. A katasztrófában 260 amerikai tengerész vesztette életét, és az ezt követő nemzeti felháborodás a spanyol–amerikai háború kirobbanásához vezető út döntő momentuma lett. A halott tengerészeket Arlingtonban temették el, és ezzel megkezdődött a sírkert jellegének megváltozása: az északi hadsereg temetőjéből fokozatosan összamerikai temetővé vált.
Ennek fontos lépése volt a kongresszus 1900-as döntése, amellyel igent mondott a konföderációs veteránok ügyeit intéző szervezet kérésére, és engedélyezte a déli katonák Washington közelében feltárt sírjainak exhumálását, és a földi maradványok arlingtoni újratemetését. Erre a célra egy külön parcellát alakítottak ki. 1902-ben már 262 déli katona nyugodott a mai 16-os parcellában, számuk később meghaladta a négyszázat. Sírköveik ugyanakkorák, mint az északiaké, csak a felső részüket csúcsosra faragták.
1903. június 7-én megtartották az első konföderációs emlékezet napját. Theodore Roosevelt elnök virágcsokrot küldött Arlingtonba, ami hagyománnyá vált. 2009-ben Barack Obama változtatott a tradíción, koszorút küldött. Egy másik koszorút pedig a polgárháború fekete katonáinak Washingtonban álló emlékművéhez vitetett. Arlingtonban 1914-ben felállították a Konföderációs emlékművet, amely a déli hadsereg hősi halottjai előtt tiszteleg.

## Nevezetesebb halottak és emlékművek
Az Arlingtoni Nemzeti Temető ma csaknem 259 hektárt foglal el. Az alapítása óta eltelt több mint 150 évben több tucat emlékművet állítottak fel a sírkertben, amelyek konkrét személyekre, katonai alakulatokra (az amerikai 3. gyaloghadosztály emlékműve), csatákra (Argonne-kereszt) és háborúkra (Kanadai kereszt) emlékeztetnek. Ezek közül többet ismert művészek készítettek, például 
Edward Clark Potter és Frances Rich. Utóbbi munkája az art déco Nővér emlékmű. A nevezetes katonák – John Pershing tábornok vagy George C. Marshall tábornok – mellett számos kormányzati tisztségviselő, űrhajós, felfedező és művész nyugszik a temetőben. Arlingtonban található William Howard Taft elnök, John Glenn asztronauta, Glenn Miller zenész és Robert Peary sarkkutató sírja. A temetőben több mint négyszáz olyan katonát hantoltak el, aki kiérdemelte a Medal of Honort. Két magyar származású polgárháborús katona is nyugszik Arlingtonban: Számwald Gyula és Asbóth Sándor.
- Az ismeretlen katona sírja – A neoklasszikus stílusú, fehér márványszarkofágot 1921-ben állították fel az arlingtoni dombtetőn. A kőkoporsóban akkor egy olyan, azonosíthatatlan amerikai katona földi maradványait helyezték el, aki az első világháborúban esett el. Később más háborúk ismeretlen halottai is ide kerültek.[26]
- USS Maine-emlékmű – Miután az amerikai hadsereg kiemelte a USS Maine-t a havannai öbölből, az árbócát Arlingtonba szállították, ahol 1912-ben egy gránittalapzaton állították fel. Az emlékmű a Sigsbee Drive-on áll, amely a csatahajó kapitányáról, Charles Dwight Sigsbee-ről kapta a nevét. Az emlékmű mögött két mozsárágyút helyeztek el, amelyet a spanyoloktól zsákmányoltak az amerikaiak.[27]
- John F. Kennedy örökmécsese – A Dallasban meggyilkolt elnököt 1963. november 25-én helyezték végső nyugalomra a temetőben. A következő három évben 16 millió ember kereste fel a sírt. A nagy tömeg miatt készítettek egy új, ma is látható emlékművet, amelynek örökmécsesét Jacqueline Kennedy gyújtotta meg. Az emlékműtől nem messze nyugszik Robert Kennedy.[28]
- A Pan Am 103-as járatának emlékműve – A kelta kőhalmot idéző emlékmű a skóciai Lockerbie felett 1988. december 21-én felrobbantott utasszállító repülőgép áldozatai, köztük négy magyar, előtt tiszteleg. Az emlékmű felállítását skót magánadományokból finanszírozták.[29]
- A Challenger és a Columbia űrrepülőgép emlékművei – A megsemmisült űrsiklók áldozatai előtt tisztelgő emlékművek néhány méterre állnak egymástól. Formájuk azonos: vaskos márványtáblák, bronz domborművekkel.[30]
- USS Serpens-emlékmű

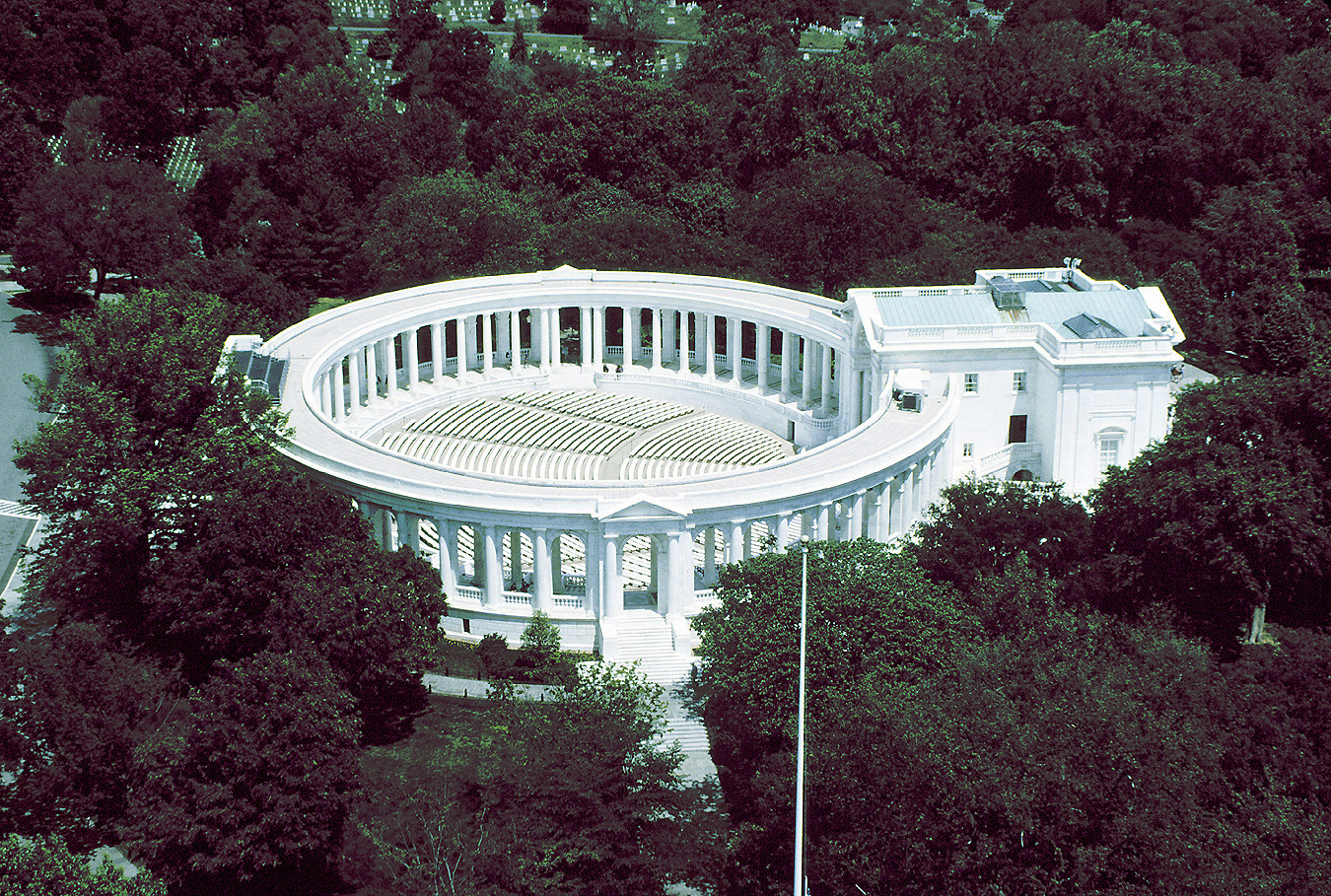
Az amfiteátrum
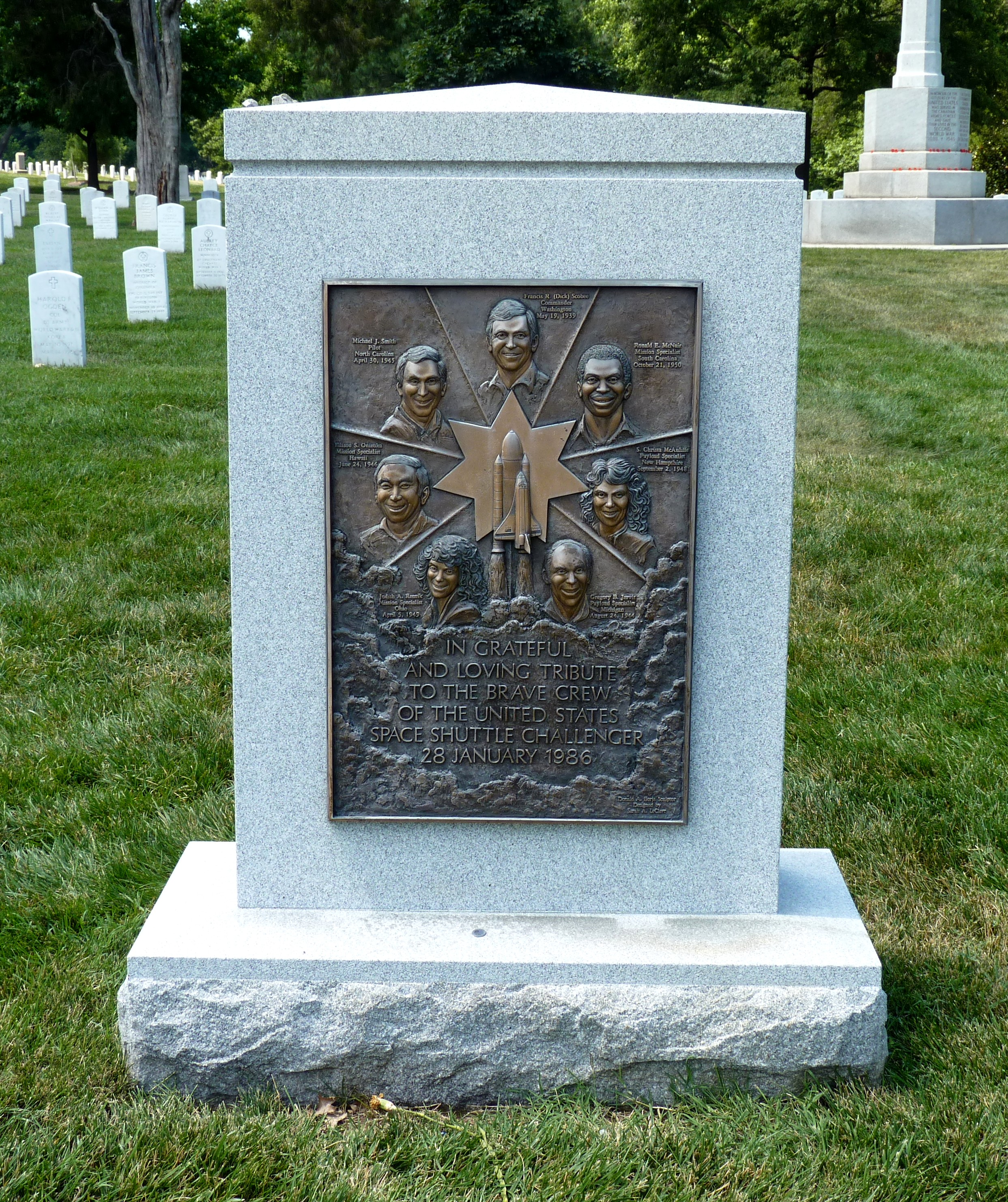
Challenger-emlékmű
Az ismeretlen katona sírja
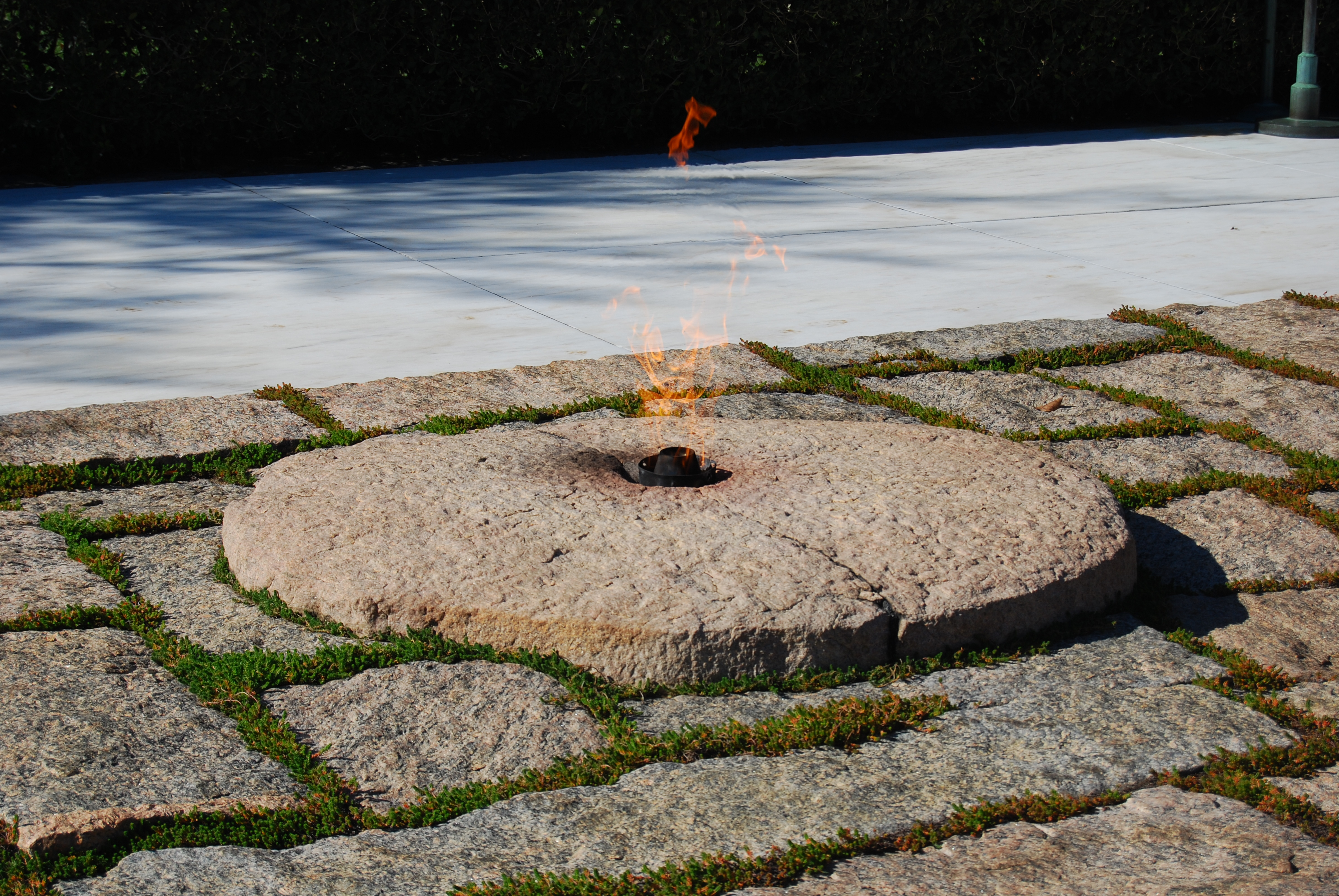
Kennedy-örökmécses
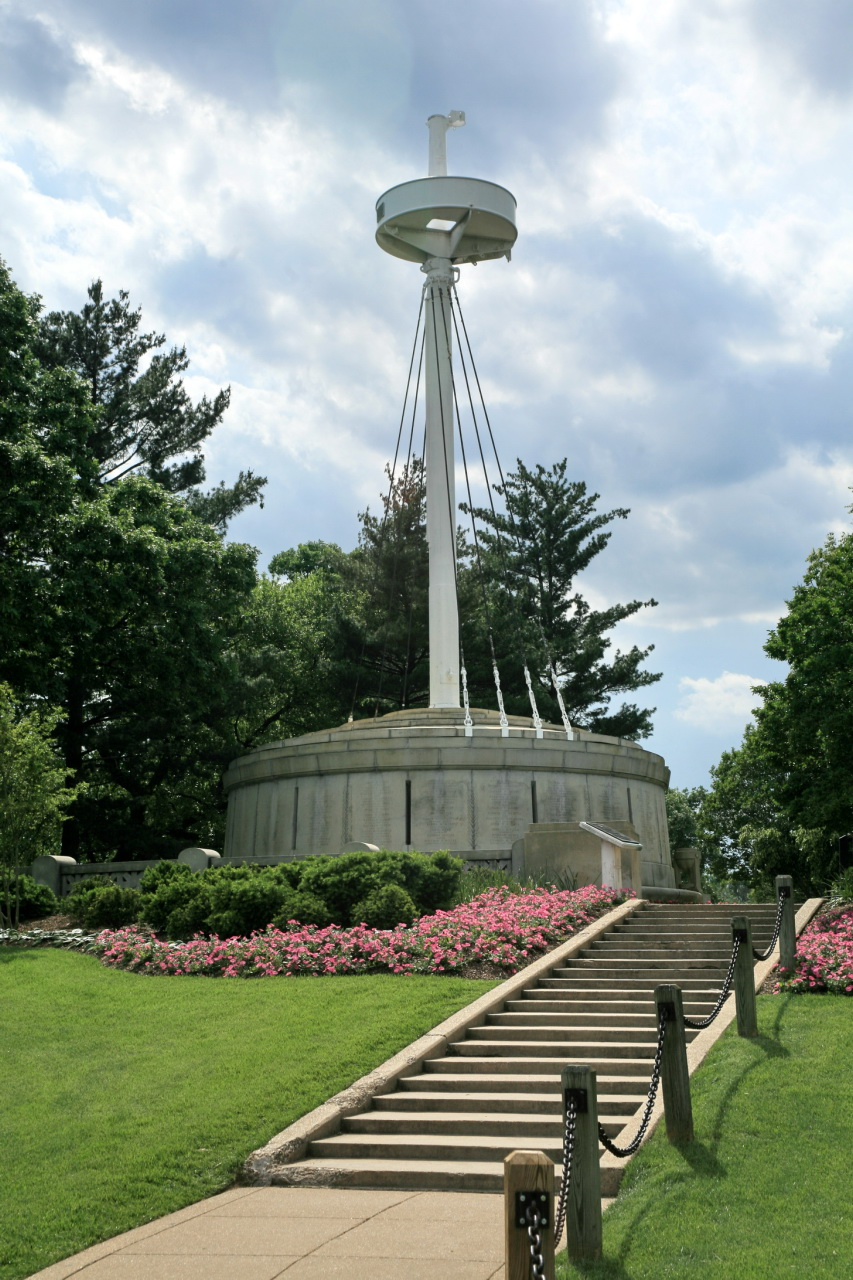
USS Maine-emlékmű
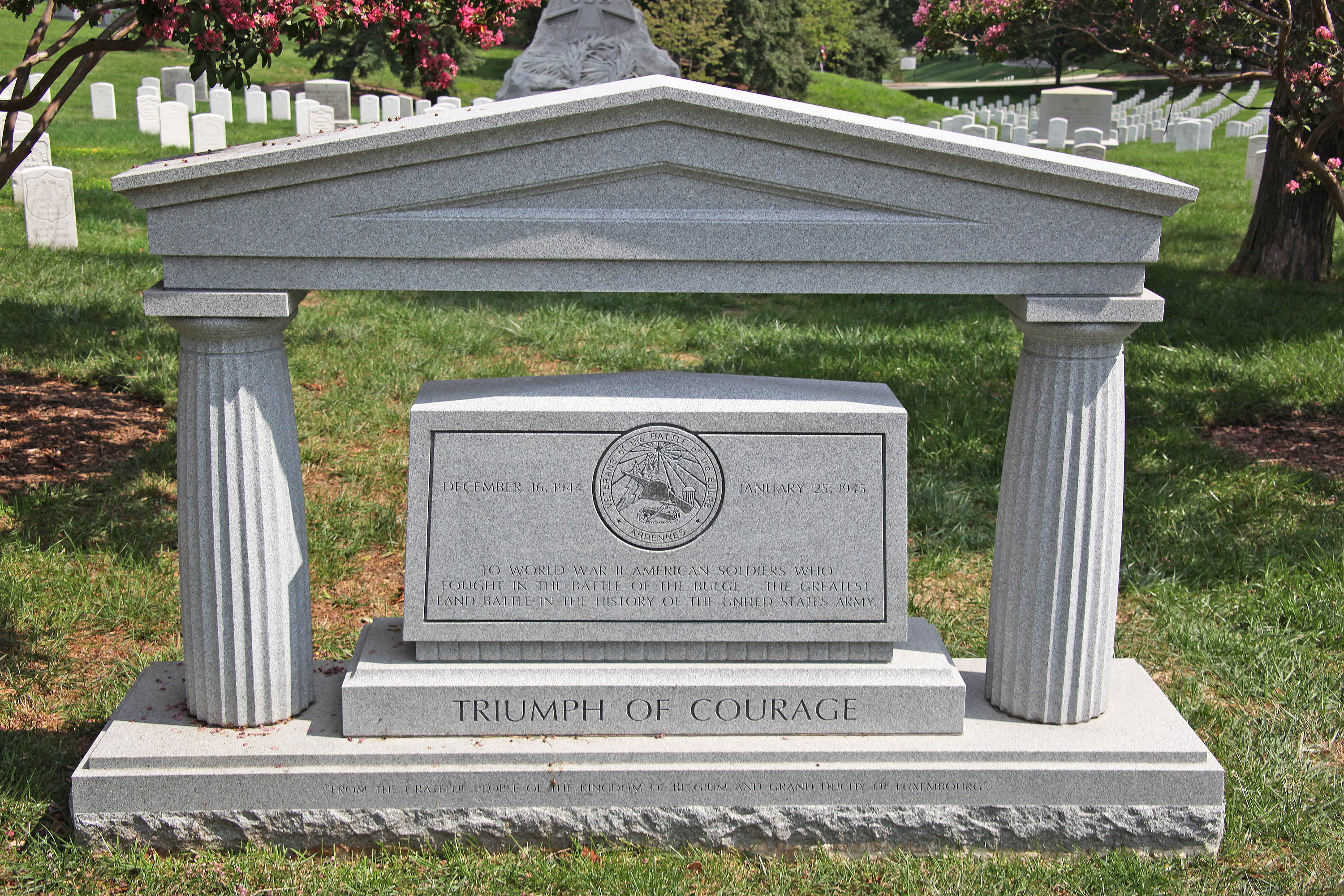
Az ardenneki offenzíva emlékműve
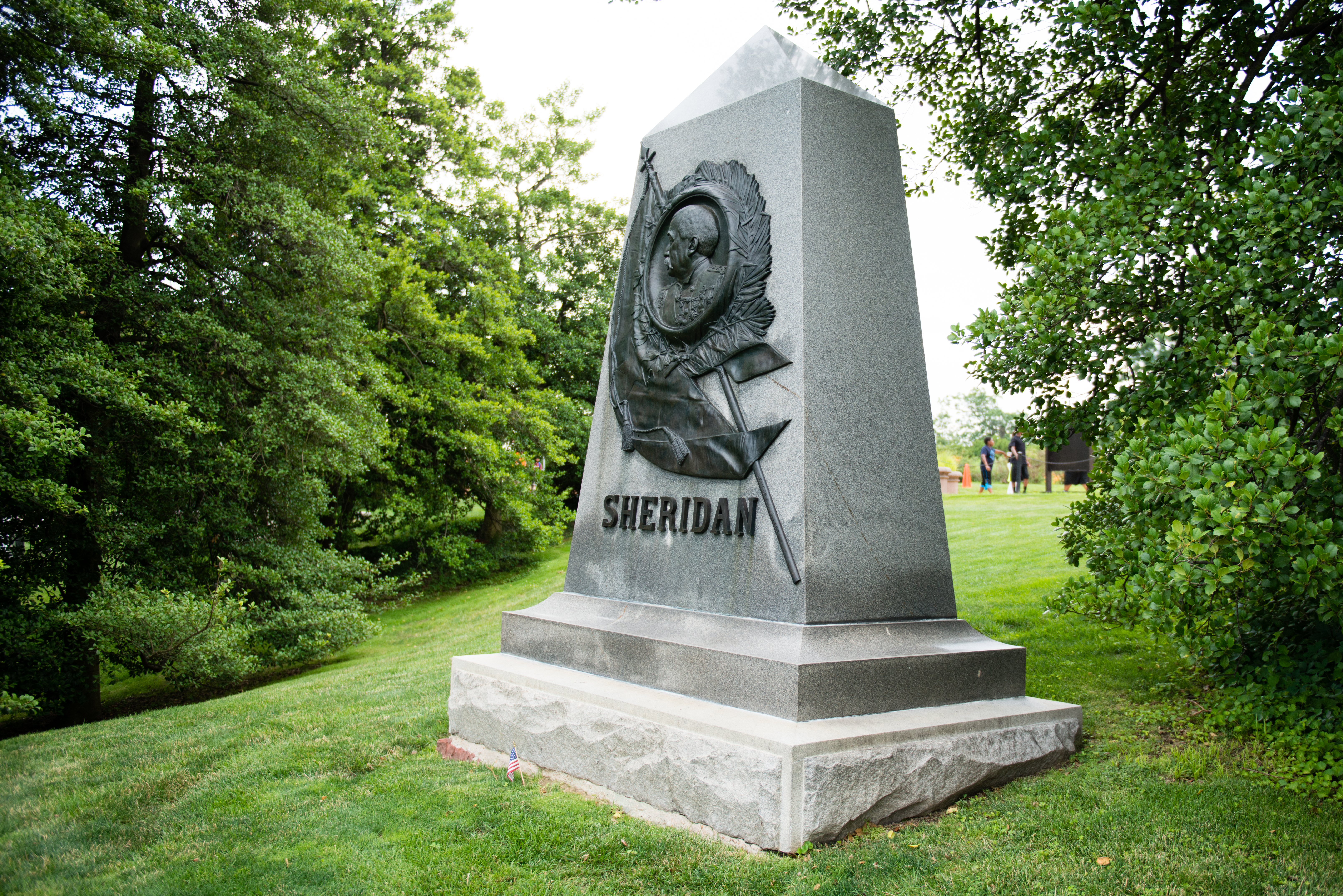
Sheridan síremléke